# Uruguayischer Personalausweis
Der Identifikationsnachweis Documento de Identidad, früher bekannt als Cédula de identidad, ist das obligatorische uruguayische Identitätsdokument, ausgestellt vom Innenministerium durch die Nationale Direktion für Zivilidentifikation (DNIC).
Es ist für alle Bewohner von Uruguay obligatorisch, unabhängig davon, ob sie natürliche oder juristische Bürger oder ausländische Einwohner sind, selbst für Kinder ab 45 Tagen. Es hat eine persönliche, einzigartige und exklusive Identifikationsnummer oder número de cédula – bestehend aus acht Ziffern –, die dem Inhaber zum ersten Mal zugewiesen wird, wenn er/sie das Dokument erhält, und die er/sie ein Leben lang als allgemeine Kennung behält. Es ist nicht für die Stimmabgabe verwendbar, da die Credencial Cívica als Identitätsdokument für diejenigen dient, die im Wählerverzeichnis eingetragen sind.

## Eigenschaften

### AlteCédula de Identidad

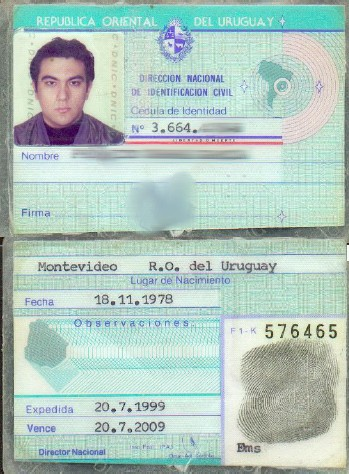
Alte Cédula de Identidad im Jahr 1999

Vor 2015 war sie als "Cédula de identidad" bekannt. Es handelte sich um eine laminierte Karte mit den Maßen von ungefähr 9 cm Breite und 5 cm Höhe, überwiegend in hellgrüner Farbe, in deren Mitte die Flagge der Dreiunddreißig Orientalen mit der Aufschrift "Libertad o muerte" abgebildet war. Auf der Rückseite befanden sich das Foto des Inhabers, die von der D.N.I.C. zugewiesene Nummer (einschließlich einer selbstgenerierten oder Prüfziffer), der vollständige Name samt Nachnamen und die Unterschrift der jeweiligen Person (oder ein Vermerk über die Unfähigkeit zu unterschreiben).
Die Rückseite der Karte enthielt Informationen wie Nationalität, Geburtsdatum, Ausstellungsdatum des Dokuments und dessen Ablaufdatum (in der Regel zehn Jahre nach dem Ausstellungsdatum, obwohl es bei Ausstellung nach dem 70. Lebensjahr lebenssprache gültig war und für Kinder eine Gültigkeit von fünf Jahren hatte). Es enthielt auch den Daumenabdruck des rechten Daumens und eventuelle notwendige Bemerkungen. Seit 2010 wurden zusätzliche Merkmale wie ein Foto und ein Barcode hinzugefügt.
Dieses Identifikationsdokument wird für alle Arten von Verfahren verwendet, von Kreditkartenzahlungen bis hin zu Identitätsüberprüfungen, Altersüberprüfungen und mehr.

### Anwendungen und Verwendungen des kontaktlosen Chips

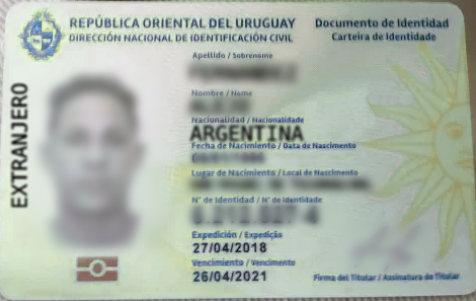
Ausweis für ausländische Staatsbürger

Der kontaktlose Chip der elektronischen ID-Karte enthält die Anwendung für das elektronische Reisedokument. Diese Anwendung ist vollständig kompatibel mit der im ICAO-Dokument 9303 für elektronische Reisedokumente festgelegten Spezifikation und enthält biometrische Informationen. Daher kann jedes System, das das Lesen solcher Dokumente implementiert, einschließlich eGates, die Informationen ihrer elektronischen ID-Karte drahtlos lesen und validieren. Sein Einsatz ist für automatische Einreisekontrollen konzipiert, bei denen das Kontrollsystem die Daten des Reisenden elektronisch auslesen und durch Gesichtserkennung überprüfen kann, ob die Person tatsächlich diejenige ist, die die Passage sucht, und somit eine vollständige Authentifizierung bietet. Da es auch persönliche Identifikationsinformationen liest, kann es alle zusätzlichen Überprüfungen durchführen, die als notwendig erachtet werden, wie z. B. die Überprüfung gegen Reisebewilligungslisten aus rechtlichen Gründen.
Während das primäre Reisedokument der Reisepass ist, der ebenfalls elektronische Technologie mit denselben Spezifikationen verwendet, kann die ID-Karte als Reisedokument in Südamerika verwendet werden und kann daher auch elektronisch genutzt werden. Darüber hinaus kann diese Anwendung für elektronische Reisedokumente für jeden Zweck verwendet werden, indem die Informationen in jedem System, das einen kontaktlosen Leser verwendet, entsprechend ausgelesen werden.

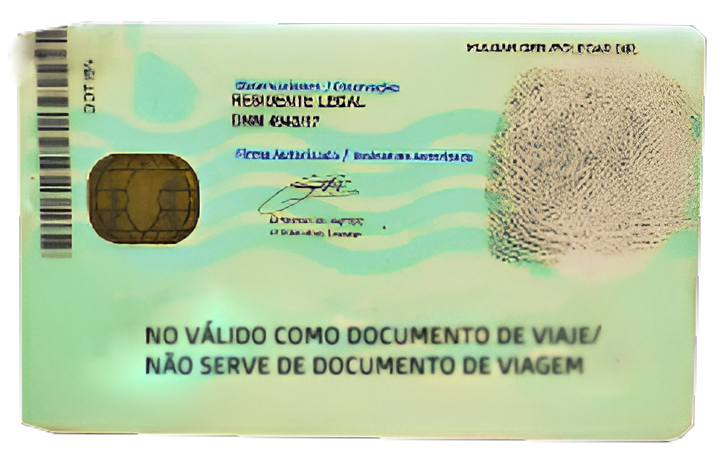
Uruguayischer Ausweis für Ausländer, der an einen argentinischen Staatsbürger ausgestellt wurde.

Um unbefugtes Auslesen der Daten zu verhindern, z. B. durch einen versteckten Leser auf der Straße, verfügt der Chip über den Schutz durch Basic Access Control (BAC). Dieser Mechanismus erfordert die Vorlage eines gemeinsamen Geheimnisses zum Lesen der Daten. Wie in der ICAO-Spezifikation angegeben, kann dieses Geheimnis leicht aus den auf dem Dokument gedruckten Informationen, einschließlich der maschinenlesbaren Zone (MRZ), abgeleitet werden, die maschinell optisch gelesen werden kann. Dies macht das Verfahren sehr einfach, wenn jemand absichtlich das Dokument elektronisch lesen möchte, z. B. während der Einreisekontrolle, verhindert jedoch das versteckte Auslesen der Daten und schützt so die Privatsphäre des Einzelnen. Zusätzlich verfügt der Chip über den Schutz durch Active Authentication, was bedeutet, dass die Daten elektronisch von der ausstellenden Behörde, in diesem Fall DNIC, signiert werden und der Chip auch über einen privaten Schlüssel verfügt, der es ihm ermöglicht, sich zu authentifizieren und sicherzustellen, dass er nicht geklont wurde.
Alle Funktionalitäten und Sicherheitsmechanismen, die im kontaktlosen Chip implementiert sind, entsprechen vollständig den ICAO-9303-Standards, wodurch ihre Nutzung standardisiert und weit unterstützt wird. Weitere Dokumentationen zur Nutzung finden sich unter folgendem Link: Electronic Travel Document (ICAO).

### Anwendungen und Verwendungen des Kontaktchips
Dies ist der sichtbare Chip auf der ID-Karte und entspricht in allen Abschnitten den ISO/IEC 7816-Standards. Um auf ihn zuzugreifen, ist ein standardmäßiger Smartcard-Leser erforderlich, der auf dem Markt erhältlich ist, in Standard-POS-Terminals (unter Verwendung derselben physischen Schnittstelle wie EMV-Karten) und sogar in einigen persönlichen Computern eingebaut ist.
Dieser Chip hat mehrere Funktionen, die konzeptionell in drei Anwendungen gruppiert werden können:

### Identifikation
Extraktion der sichtbaren Daten von der Plastikkarte (mit Ausnahme der Fingerabdruck- und Unterschriftsbilder) im elektronischen Format, wodurch das automatische Auslesen dieser Informationen durch ein Computersystem ermöglicht wird, die manuelle Dateneingabe entfällt und Registrierungsprozesse beispielsweise beschleunigt werden.

### Match-on-Card
Biometrischer Vergleich eines erfassten Fingerabdrucks mit den im Dokument gespeicherten Fingerabdrücken der Person. Dies ermöglicht die zuverlässige Überprüfung, dass eine Person tatsächlich der Inhaber eines bestimmten Identitätsdokuments ist, ersetzt die traditionelle menschliche Validierung durch den Vergleich der Person mit dem gedruckten Foto und reduziert erheblich das Risiko von Identitätsdiebstahl.

### Authentifizierung und fortgeschrittene elektronische Signatur
Die ID-Karte enthält ein Schlüsselpaar und ein Zertifikat für die fortgeschrittene elektronische Signatur einer natürlichen Person. Diese Anwendung ermöglicht es, ein Dokument elektronisch zu signieren oder eine starke Authentifizierung unter Verwendung dieses Schlüsselpaares und Zertifikats durchzuführen. Für die Aktivierung ist die Eingabe einer PIN erforderlich, die der Benutzer bei Erhalt des Dokuments erstmals wählt.
Gemäß der ISO-7816-Spezifikation, Abschnitt 4, wird die elektronische ID-Karte innerhalb eines Systems verwendet, zu dem sie durch den Austausch von Application Protocol Data Unit (APDU)-Befehlen und -Antworten verbunden ist. Daher kann jede Nutzung der Karte durch den Austausch der entsprechenden Befehle erfolgen. Der Vorteil dieser Befehle liegt in ihrer Flexibilität, da sie den direkten Zugriff auf jede Funktion der ID-Karte auf einer viel niedrigeren Ebene als die zuvor genannten drei Anwendungen ermöglichen. Der Nachteil ist, dass das Komplexitätsniveau hoch ist, da die Befehle und Antworten im Wesentlichen aus Sequenzen von Bytes mit minimaler Struktur bestehen. Zusätzlich ist der direkte Hardwarezugriff erforderlich, was bedeutet, dass sie auf der Maschine ausgeführt werden müssen, an die die elektronische ID-Karte direkt angeschlossen ist (die Client-Maschine in einer Web- oder Client-Server-Architektur).

## Auslandseinsatz
Inhaber des uruguayischen Identitätsdokuments können alle Mitglieds- und assoziierten Länder des Mercado Común del Sur (Mercosur) ohne Reisepass betreten. Dies gilt für insgesamt neun südamerikanische Nationen.

### Authentifizierung und fortgeschrittene elektronische Signatur
Der Ausweis enthält ein Schlüsselpaar und ein Zertifikat für die Fortgeschrittene Elektronische Signatur einer natürlichen Person. Diese Anwendung ermöglicht die fortgeschrittene elektronische Signatur eines Dokuments oder eine starke Authentifizierung unter Verwendung des Schlüsselpaares und des Zertifikats. Für die Aktivierung muss eine PIN eingegeben werden, die der Benutzer bei der ersten Ausstellung des Dokuments wählt.
Gemäß der ISO 7816 Spezifikation, Abschnitt 4, wird die elektronische Ausweiskarte durch den Austausch von Kommandos und Antworten Application Protocol Data Unit (APDU) in einem System verwendet, mit dem sie verbunden ist. Daher kann jede Nutzung der Karte durch den Austausch der entsprechenden Kommandos erfolgen. Der Vorteil dieser Kommandos liegt in ihrer Flexibilität, da man auf jede Funktion des Ausweises direkt auf einer viel niedrigeren Ebene als bei den drei zuvor erwähnten Anwendungen zugreifen kann. Der Nachteil ist das hohe Maß an Komplexität, da die Kommandos und Antworten im Wesentlichen aus Byte-Sequenzen mit minimaler Struktur bestehen und direkter Hardware-Zugriff erforderlich ist, was bedeutet, dass sie auf dem Rechner ausgeführt werden müssen, an den die elektronische Ausweiskarte direkt angeschlossen ist (der Client-Rechner in einer Web- oder Client-Server-Architektur).

## Information
Seit 2015 wird der uruguayische Personalausweis in Spanisch und Portugiesisch ausgestellt, und zeigt die folgende Information:
- Digitales Foto
- Vollständiger Name (Nachname und Vorname, in dieser Reihenfolge).
- Staatsangehörigkeit.
- Geburtsdatum.
- Geburtsort, Departamento und Land.
- Uruguayische Personalausweisnummer.
- Ausstellungsdatum.
- Ablaufdatum.
- Digitale Unterschrift.
- Zwei Chips mit persönlichen Daten: einer sichtbar und der andere verborgen.
- Abdruck des rechten Daumens.
- Barcode.
- Platz für Anmerkungen.

Der kontaktlose Chip enthält die von der Internationalen Zivilluftfahrt-Organisation (ICAO) geforderten Daten für Reisedokumente und enthält die gedruckten Daten des uruguayischen Personalausweises, Foto, Patronym-Daten und die MRZ (machine readable zone).
Der kontaktbehaftete Chip hat die Anwendung der elektronischen Signatur zur Authentifizierung des Dokuments durch den Fingerabdruck; sowie die gleiche Anwendung wie der ICAO-Chip, die die Daten enthält, was das digitale Auslesen ermöglicht.

## Personalausweis als Reisedokument
Für Reisen außerhalb Uruguays oder für die Rückkehr ins Land benötigen die Uruguayer Ausweisdokumente oder Reisedokumente, um die Einwanderungskontrollen an Flughäfen oder Landesgrenzen zu passieren; es gibt jedoch Länder, in die Uruguayer nur mit dem Personalausweis reisen können, ohne den Uruguayischen Reisepass oder ein Reisevisum mitführen zu müssen, dank internationaler Abkommen.
Uruguay ist ein assoziiertes Mitglied der Andengemeinschaft und ein Gründungsmitglied des Mercosur, weshalb die uruguayischen Bürger in die Mitgliedsländer dieser Abkommen nur mit Vorlage ihres Personalausweises einreisen können, ebenso können die Bürger der Mitgliedsländer nur mit Vorlage ihres jeweiligen Personalausweises nach Uruguay einreisen; diese Länder sind:
| Andengemeinschaft | Erlaubte Reisedokumente                                     | Mercosur    | Erlaubte Reisedokumente                                     |
| Bolivien          | Bolivianischer Personalausweis Bolivianischer Reisepass     | Argentinien | Argentinischer Personalausweis Argentinischer Reisepass     |
| Kolumbien         | Kolumbianischer Personalausweis Kolumbianischer Reisepass   | Bolivien    | Bolivianischer Personalausweis Bolivianischer Reisepass     |
| Ecuador           | Ecuadorianischer Personalausweis Ecuadorianischer Reisepass | Brasilien   | Brasilianischer Personalausweis Brasilianischer Reisepass   |
| Peru              | Peruanischer Personalausweis Peruanischer Reisepass         | Chile       | Chilenischer Personalausweis Chilenischer Reisepass         |
|                   |                                                             | Kolumbien   | Kolumbianischer Personalausweis Kolumbianischer Reisepass   |
|                   |                                                             | Ecuador     | Ecuadorianischer Personalausweis Ecuadorianischer Reisepass |
|                   |                                                             | Paraguay    | Paraguayischer Personalausweis Paraguayischer Reisepass     |
|                   |                                                             | Peru        | Peruanischer Personalausweis Peruanischer Reisepass         |
|                   |                                                             | Uruguay     | Uruguayischer Personalausweis Uruguayischer Reisepass       |